# Black Force Domain
Black Force Domain è l'album di debutto della band Death metal brasiliana Krisiun pubblicato dalla Dynamo Records il 14 agosto 1995.

## Tracce
1. Black Force Domain – 5:22
2. Messiah of the Double Cross – 5:04
3. Hunter of Souls – 4:06
4. Blind Possession – 3:48
5. Evil Mastermind – 4:22
6. Infamous Glory – 2:08
7. Rejected to Perish Below – 4:47
8. Meanest Evil – 4:24
9. Obsession by Evil Force – 3:45
10. Sacrifice of the Unborn – 4:02
11. Nuclear Winter (Sodom cover) – 5:31
12. Total Death (Kreator cover) – 3:14

## Formazione
- Alex Camargo - basso, voce
- Moyses Kolesne - chitarra
- Max Kolesne - batteria